# Ummanz (comune)
Ummanz è un comune situato sull'isola di Rügen nel Meclemburgo-Pomerania Anteriore, in Germania.
Appartiene al circondario (Landkreis) della Pomerania Anteriore-Rügen ed è parte della comunità amministrativa (Amt) di West-Rügen.

## Geografia fisica

### Località (Ortsteile)
- Ummanz
- Dubkevitz
- Freesenort
- Groß Kubitz
- Haide
- Lieschow
- Lüßvitz
- Moordorf
- Mursewiek
- Suhrendorf
- Tankow
- Unrow
- Varbelvitz
- Waase
- Wusse